# 유재훈 (야구 선수)
유재훈(1997년 12월 18일~)은 대한민국의 야구 선수이다. 최근 KBO 리그의 넥센 히어로즈에서 투수로 활동했다.

## 선수 경력

### 넥센 히어로즈
유재훈은 2016년에 넥센 히어로즈에 입단했다. 2016년 9월 18일 롯데 자이언츠와의 경기에 등판하며 데뷔 첫 경기를 치렀고, 경기에서 0.1이닝 무실점을 기록했다.

## 출신 학교
- 경기 오정초등학교
- 부천중학교
- 부천고등학교